# Massoteres
Massoteres est une municipalité de la province espagnole de Lérida, dans le nord du comté catalan de Segarra.